# Грюнвальдский мост (Краков)
Грюнвальдский мост (пол. Most Grunwaldzki) — мост через Вислу в Кракове, Польша. Соединяет дзельницы Старе-Място и Дембники. Является частью дороги Святого Иакова.   

## Расположение
Соединяет улицу Юзефа Дитля с Грюнвальдской кольцевой развязкой. Рядом с мостом расположены Вавельский замок, костёл на Скалке, конгресс-центр ICE Kraków.  
Выше по течению находится Дембницкий мост, ниже — мост Юзефа Пилсудского.

## Название
Первоначально планировалось назвать мост в честь Николая Коперника, чтобы отметить 500-летие со дня рождения астронома. Однако в 1972 году, в связи с решением восстановлении памятника Грюнвальдской битвы, разрушенного во время Второй мировой войны, мост получил название Грюнвальдского. 

## История
Проект моста был разработан в проектном институте Transprojekt Gdański (инженеры Стефан Филипюк, Анджей Тополевич и Юзеф Малиновский). Строительство велось с 1968 по 1972 гг. Производителем работ было Келецкое мостостроительное предприятие (пол. Kieleckie Przedsiębiorstwo Robót Mostowych), руководителем строительства был инженер Чеслав Квитневский.

## Конструкция
Мост трехпролётный железобетонный балочный. Схема разбивки на пролеты: 44,0 + 65,0 +44,0 м. Пролетное строение состоит из железобетонных блоков заводского изготовления и монолитных участков (над опорами), объединенных при помощи стальных канатов. Из-за оседания правобережной опоры были дополнительно установлены внешние стягивающие канаты. Опоры из монолитного железобетона на свайном основании из набивных свай (сваи Франки). Длина моста составляет 153 м, ширина моста — 31,4 м (из них ширина проезжей части — 20 м и два тротуара по 5 м).
Мост предназначен для движения автотранспорта, трамваев, велосипедистов и пешеходов. Проезжая часть моста включает в себя 4 полосы для движения автотранспорта и 2 трамвайных пути. Покрытие проезжей части и тротуаров — асфальтобетон. Тротуары отделены от проезжей части металлическим барьерным ограждением. Перильное ограждение металлическое простого рисунка. На левом берегу установлен железобетонный парапет, облицованный гранитом, с надписью Most Grunwaldzki 1972. На правом берегу устроены лестничные сходы на нижний ярус набережной.